# 川口市立看護専門学校
川口市立看護専門学校（かわぐちしりつかんごせんもんがっこう）とは、埼玉県川口市新井宿にある公立専修学校。

## 沿革
- 1969年4月1日 - 川口市民病院附属高等看護学院として設立、2部を設置
- 1976年2月13日 - 1部を設置
- 1984年2月9日 - 専修学校として認可
- 1989年3月14日 - 各種学校として認可
- 1993年12月16日 - 川口市立看護専門学校第1看護学科、第2看護学科に改称
- 1995年1月23日 - 第1看護学科、第2看護学科卒業者に文部省認定の「専門士」の称号付与[1]
- 2020年3月31日 - 第2看護学科を閉科する。
- 2020年4月1日 - 第1看護学科を看護学科に名称変更する。

## 学科
- 看護学科 - 3年課程

## 主な実習先
- 川口市立医療センター[2][3]

## 交通アクセス

### バス
- 川口駅東口8番乗場 （川23）「川口市立医療センター経由新井宿駅行」で「医療センター」下車
- 川口駅東口9番乗場 （川20）「グリーンセンター経由東川口駅南口行」で「グリーンセンター」下車 徒歩7分
- 蕨駅東口1番乗場 （蕨06）「川口市立医療センター経由新井宿駅行」で「医療センター」下車
- 赤羽駅東口6番乗場 （赤20）「新井宿駅経由川口市立医療センター行」で終点下車
- 川口駅東口9番乗場 （川19）「戸塚安行駅行」で「グリーンセンター」下車 徒歩7分[4][5]

### 電車
- 埼玉高速鉄道「新井宿駅」から徒歩10分[4][5]